# Groppizioso
Groppizioso è una frazione del comune di Tizzano Val Parma, in provincia di Parma.
La località dista 4,18 km dal capoluogo.

## Geografia fisica
Groppizioso sorge alla quota di 1016 m s.l.m., sulle propaggini orientali del monte Caio, sul versante destro della val Parmossa.

## Origini del nome
Il toponimo della frazione ha forse origine dal latino Locus groppiciosus, col significato di "connesso a groppo", a sua volta derivato dall'antico alto-tedesco krupa, ossia monte. Nei documenti medievali il borgo comparve anche come Groppo Tignoso e Groppo Bignoso, mentre fino agli inizi del XIX secolo fu conosciuto anche come Groppizioso di Belvedere, in riferimento alla rocca da cui dipendeva.

## Storia
Il borgo fu fondato in età medievale ed entrò nel XV secolo a far parte del feudo di Belvedere, la cui rocca fu edificata a monte di Moragnano e Rusino nei primi anni del secolo per volere del signore di Tizzano Ottobuono de' Terzi; nel 1409, in seguito all'uccisione del condottiero, il castello fu occupato da Odoardo Pallavicino, per conto del marchese di Ferrara Niccolò III d'Este. Dopo la cessione di Parma in cambio di Reggio Emilia nel 1420 al duca di Milano Filippo Maria Visconti, quest'ultimo nel 1441 investì nuovamente del feudo di Belvedere Guido e Giberto Terzi.
Tra il 1447 e il 1448, nella breve parentesi temporale in cui Parma si rese indipendente da Milano, il Comune cittadino affidò direttamente la gestione del territorio, comprendente le località di Rusino, Moragnano, Vezzano, Groppizioso, Lalatta, Treviglio e Musiara, al podestà Antonio Caviceo, ma nel 1450 il duca Francesco Sforza elevò il feudo al rango di contea e lo assegnò ancora ai Terzi, che ricevettero conferma dell'investitura nove anni dopo.
Nel 1551, durante la guerra di Parma, il castello fu assaltato da Camillo Rossi e la contea fu inglobata tra i domini rossiani. Nel 1666 il marchese Scipione, oberato dai debiti, fu costretto a cedere tutte le rocche appenniniche in suo possesso alla Camera Ducale di Parma, che nel 1774 assegnò il feudo di Belvedere al conte Giuseppe Camuti; quest'ultimo nel 1790 lo cedette, in cambio di alcune terre a Ronchetti di San Secondo, al conte Pietro Andrea Leggiadri Gallani, che ne mantenne i diritti fino al 1805, quando i decreti napoleonici sancirono la loro abolizione nell'ex ducato di Parma e Piacenza.

## Monumenti e luoghi d'interesse

### Oratorio di San Bartolomeo

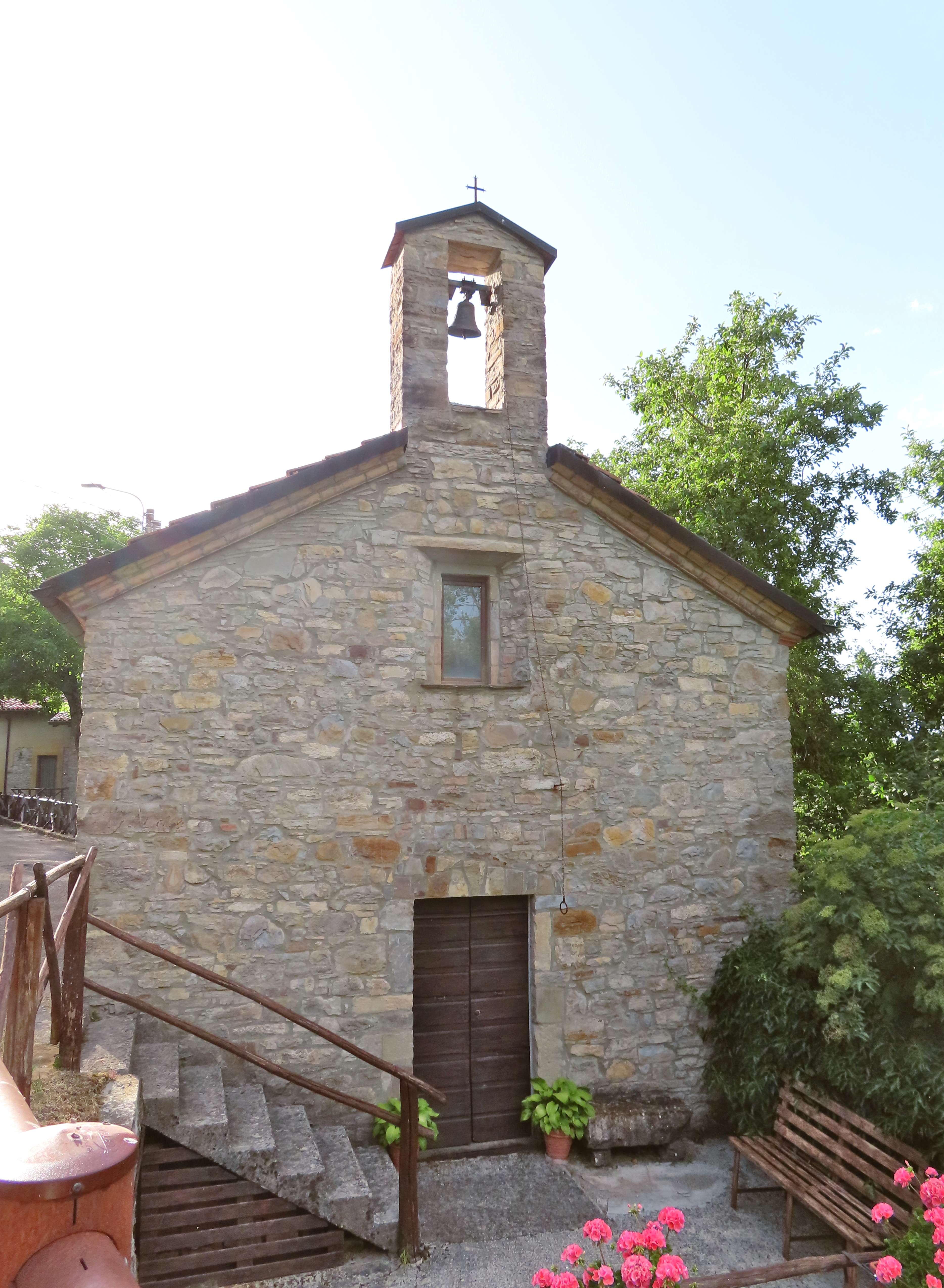
Oratorio di San Bartolomeo

Costruito intorno al 1660 per volere del parroco della chiesa di Anzolla Bartolomeo Danni, l'oratorio barocco fu distrutto da una frana verso la fine del XIX secolo e successivamente ricostruito; divenuto nel 1947 sussidiario della chiesa di Capriglio, fu interamente restaurato agli inizi del XXI secolo. Il piccolo edificio, sviluppato su una pianta a navata unica, presenta una facciata a capanna in pietra, coronata nel mezzo da un campanile a vela.